# Torrellafuda
Torrellafuda és un poblat talaiòtic al terme municipal de Ciutadella de Menorca, al ponent de l'illa de Menorca, i és declarat bé d'interès cultural. El lloc, poblat avui dia per un bosc d'ullastres, conserva entre les restes més visibles diversos elements propis d'un poblat talaiòtic, entre les quals destaca un gran talaiot, una murada, un recinte de taula i algunes cases o cercles d'habitació. Està datat al període talaiòtic, al període posttalaiòtic, a l'època romana i al període medieval islàmic de Menorca, com indiquen les restes arqueològiques trobades.

## El talaiot

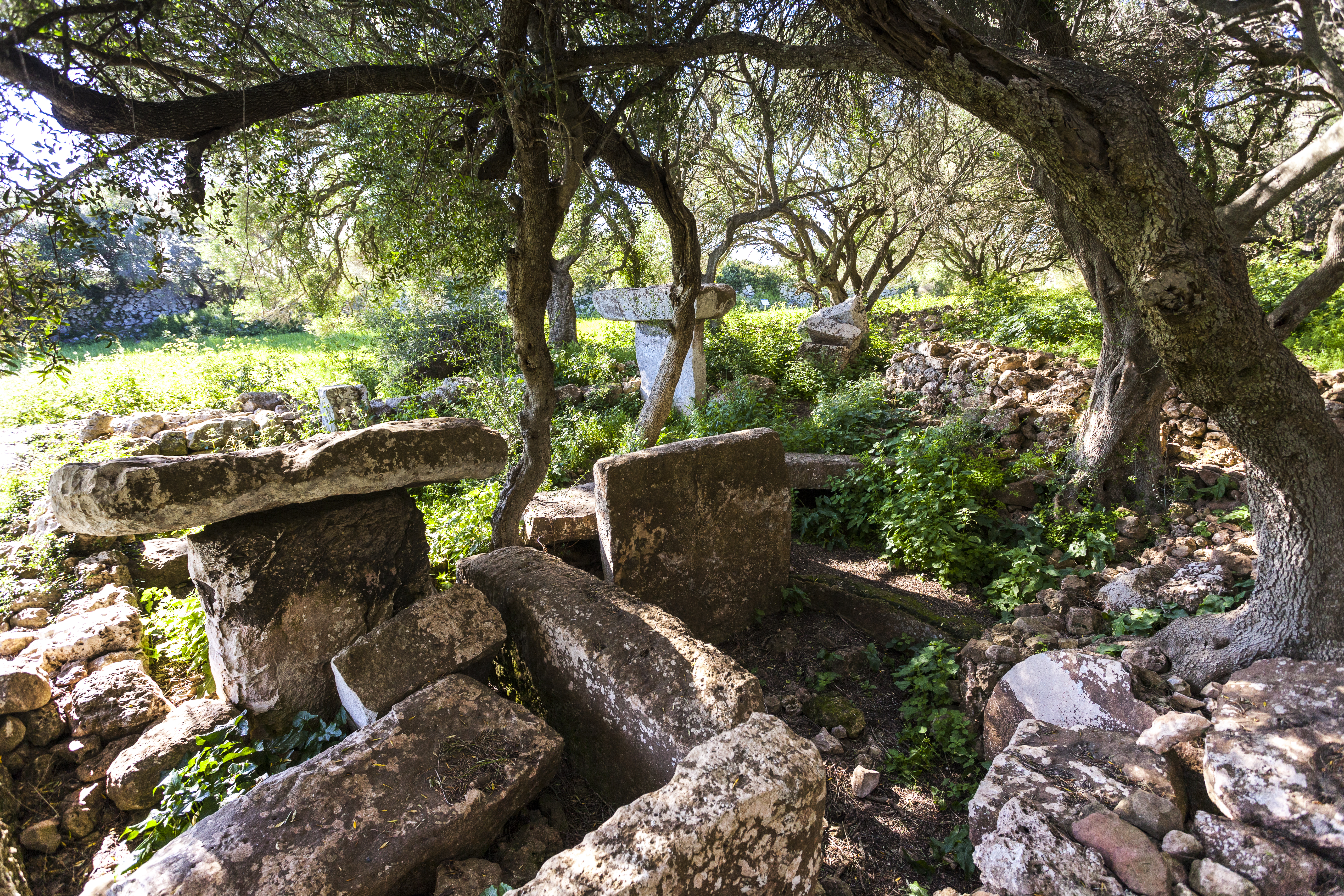
Recinte de taula del poblat talaiòtic de Torrellafuda

El talaiot es troba parcialment cobert de vegetació i pedreny, de forma que no se'n pot conèixer la forma original. El talaiot és de forma troncocònica i té el costat sud derruït. A la part superior es va instal·lar un vèrtex geodèsic, que el Consell Insular de Menorca ha retirat recentmen.

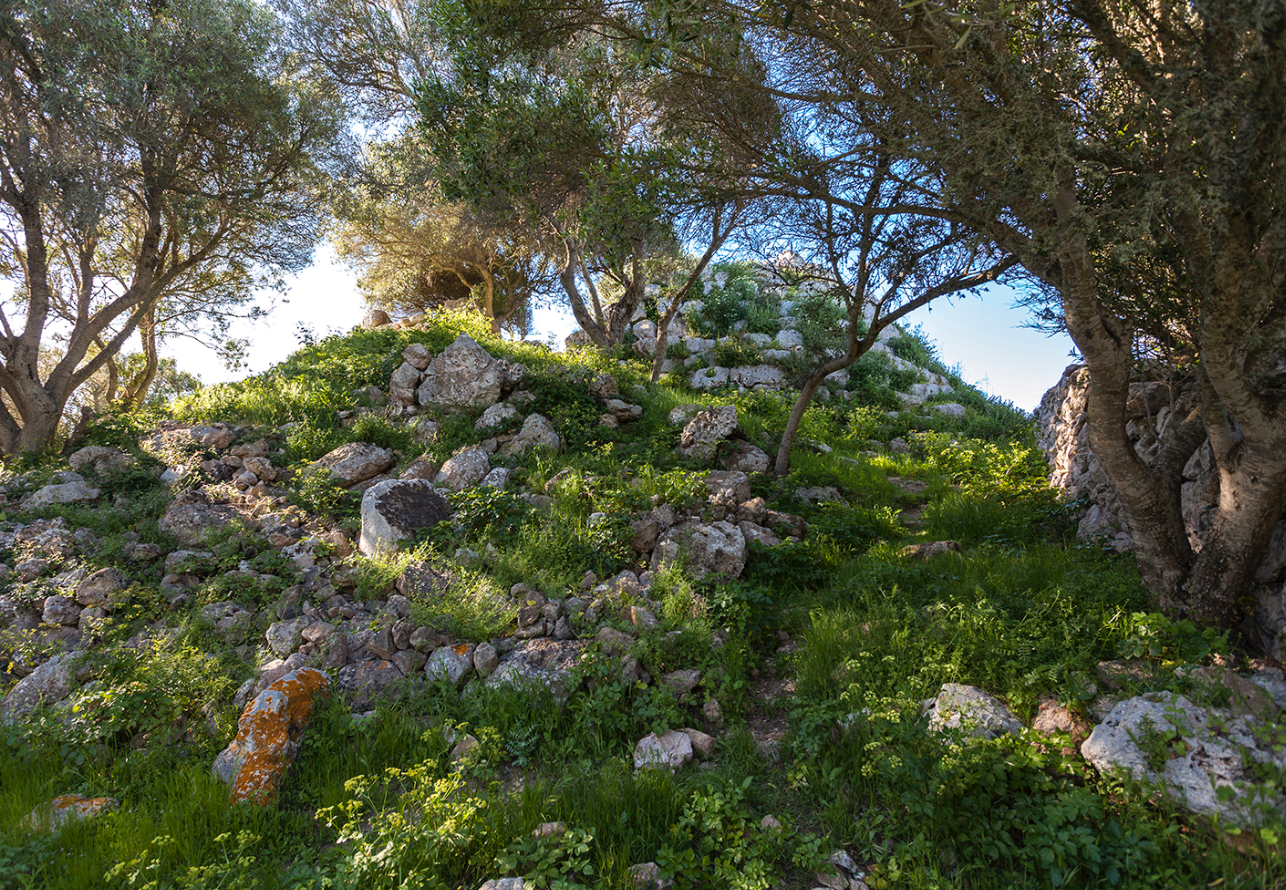
Talaiot de Torrellafuda

## La murada
Al talaiot se li adossa una gran murada que forma un recinte tancat i que és una indicació de la necessitat defensiva per als seus habitants. Aquesta murada conserva fins a quatre possibles entrades, la majoria de les quals són molt ben conservades. Els poblats talaiòtics es comencen a amuradar aproximadament a meitat del primer mil·lenni aC, a conseqüència del moment d'inestabilitat i inseguretat que es vivia al Mediterrani Central i Occidental en aquell període. Les murades de Torrellafuda van ser estudiades per un equip de la Universitat d'Alacant, en el marc del projecte Modular. Presenten certes característiques, com les cantonades en angle recte, la presència de poternes (petites portes) i defenses avançades, que fan pensar que en la construcció hi van intervenir persones que coneixien l'arquitectura militar de la cultura púnica, cap als segles iii-ii aC.

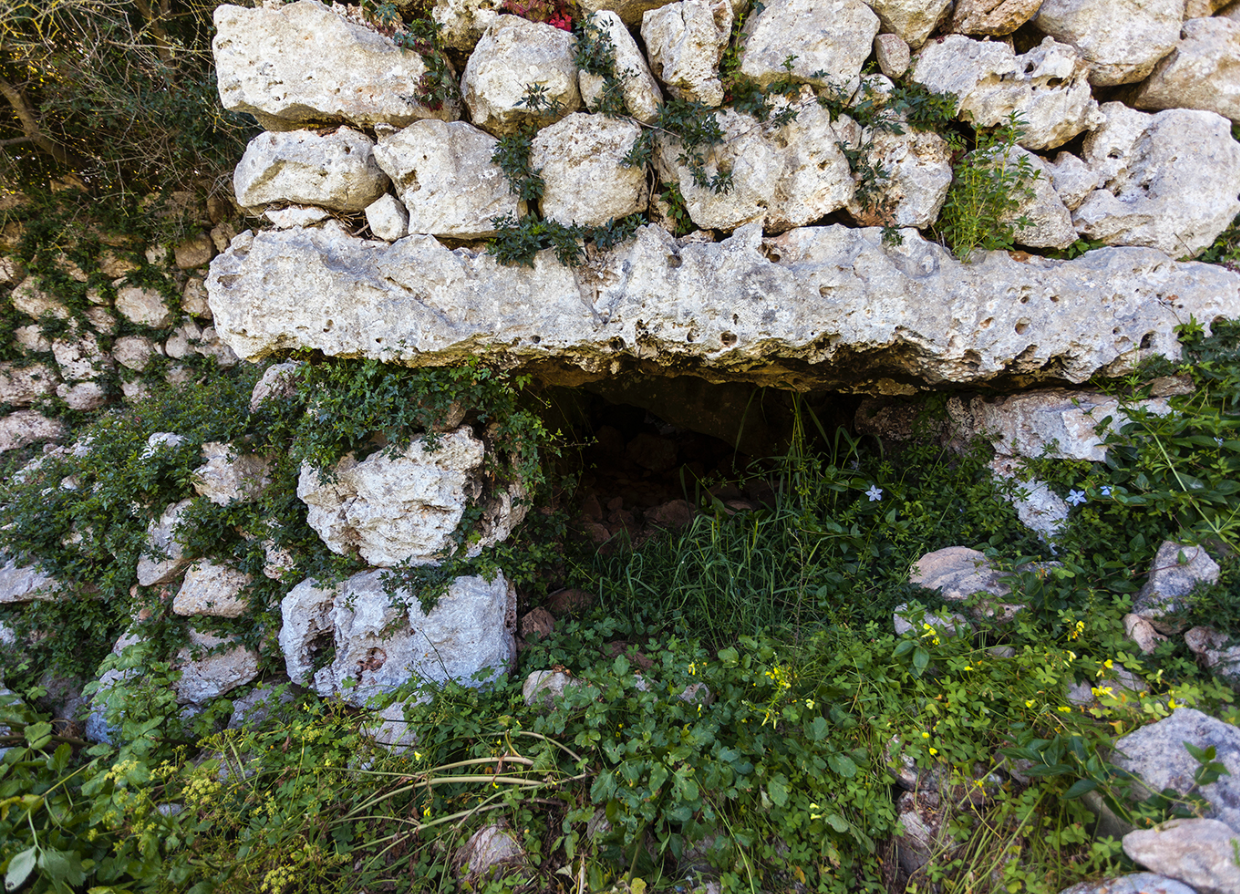
Fragment de murada, del poblat talaiòtic de Torrellafuda

## El recinte de taula
Immerses en un bosc d'ullastres i en una posició central dins el poblat, hi ha les restes del recinte de taula, és a dir, l'edifici religiós del poblat. Segurament tenia planta de ferradura o absidal amb la façana principal orientada cap al sud i de forma recta. Està construït amb un mur de doble parament amb pilastres encastades, de les quals se'n conserva una al costat oest, amb el seu capitell. Malauradament, no se'n conserva la part més important: la taula. Aquest element, al centre de l'edifici, just davant l'entrada, està format per un pilar vertical fet d'una sola pedra, i d'un capitell o pedra transversal formant conjuntament una T. La del poblat de Torrellafuda va caure a l'interior de l'edifici i va ser rompuda en dos trossos. El capitell té forma troncopiramidal. Una de les pilastres del mur del recinte conserva la llosa capitell, fet que ha donat a pensar que és una T o pilastra central de recinte de taula, ja que morfològicament és idèntica a aquestes. L'edifici fa quinze metres d'amplada exterior. Al Museu de Menorca es conserven alguns materials procedents de l'excavació parcial efectuada els anys seixanta del segle passat i publicats per l'arqueòleg Lluís Plantalamor que indiquen una utilització fins al segle I dC.

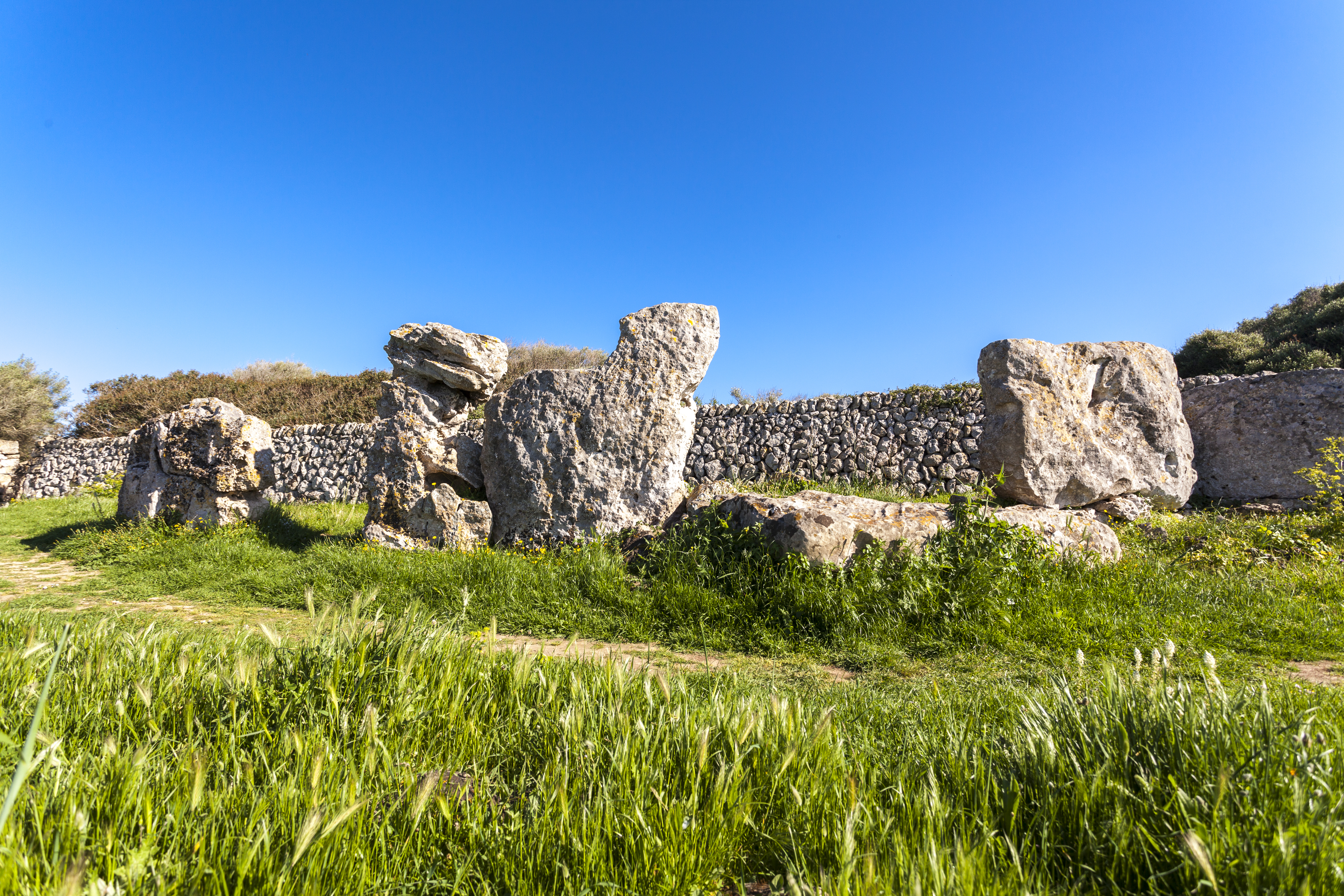
Restes d'un cercle talaiòtic de Torrellafuda

## Els cercles d'habitació
Altres restes d'estructures que es conserven escampades en diverses tanques i que formen part del poblat són els anomenats cercles o cases circulars. La casa talaiòtica es conforma d'un pati central, on es troba la llar de foc, i d'habitacions radials on es desenvolupaven diverses feines domèstiques. Tot i que hi ha una gran quantitat d'aquestes cases, es conserven de forma parcial. Val a dir que Torrellafuda ha estat explotació agrària fins a l'actualitat, fet que ha malmès part d'aquestes estructures.

## Els hipogeus
Al voltant del poblat s'observen diverses coves artificials o hipogeus que formen la necròpolis, la qual delimita l'abast del poblat. Algunes d'elles han patit diverses transformacions al llarg dels segles reaprofitant-se per estabular animals, com a cisternes, etc. Cal destacar que els nuclis d'hàbitat talaiòtics, tenen una pervivència molt llarga en el temps i continuen essent habitats o freqüentats durant èpoques posteriors, tal com testimonien algunes de les restes arqueològiques. En el cas de Torrellafuda, l'ocupació en època romana es documenta a partir de la ceràmica que s'observa en superfície. Segons Josep Mascaró Pasarius una de les coves es denomina Diodorus per una inscripció alfabètica d'època romana que hi ha a l'interior. (Segons Marc Mayer, aquesta cova és a la Cala Sant Esteve, Maó). No obstant això, recentment s'ha pogut identificar aquesta inscripció en un dels hipogeus de Torrellafuda. A l'interior d'una de les coves s'ha trobat també un lot de bales de foner balear de plom d'època romana.
Alguns dels hipogeus de Torrellafuda més destacats són:
- Hipogeu 1: Al costat del camí d'accés al poblat, sota una paret seca i envoltat de grans pedres estructurals.
- Hipogeu 2: Al costat del camí d'accés cap a les cases. Té l'entrada refeta d'època moderna.
- Hipogeu 3: Situat al costat del pou del camí. Té l'entrada refeta d'època moderna.
- Hipogeu 4: Situat a l'extrem oest del poblat. S'ha reutilitzat com a barraca per a bestiar.

## Període cronològic
- Edat del Ferro I o període talaiòtic a Menorca
- Edat del Ferro II o període posttalaiòtic
- Època romana

## Intervencions arqueològiques
El jaciment fou excavat durant els anys seixanta del segle XX per M. Petrus. Posteriorment, el 2002, el material d'època islàmica més superficial és recollit per F. Retamero i M. Barceló.